# Tetsuya Totsuka
Tetsuya Totsuka (戸塚哲也?, Totsuka Tetsuya; Tokyo, 24 aprile 1961) è un allenatore di calcio ed ex calciatore giapponese, di ruolo centrocampista.

## Palmarès

### Competizioni nazionali
- Japan Soccer League: 5

Yomiuri: 1983, 1984, 1986-87, 1990-91, 1991-92
- Coppa dell'Imperatore: 3

Yomiuri: 1984, 1986, 1987
- Japan Soccer League Cup: 3

Yomiuri: 1979, 1985, 1991
- Konica Cup: 1

Yomiuri: 1990
- J. League: 1

Verdy Kawasaki: 1993
- Coppa Yamazaki Nabisco: 2

Verdy Kawasaki: 1992, 1993

### Competizioni internazionali
- Campionato d'Asia per club: 1

Yomiuri: 1987-88

### Individuale
- Capocannoniere della Japan Soccer League: 2

1984 (18 gol), 1990-1991 (10 gol)